# Vasilij Butusov
Vasilij Pavlovič Butusov (in russo Василий Павлович Бутусов?; trasl. angl. Vasiliy Pavlovich Butusov ; San Pietroburgo, 7 febbraio 1892 – Leningrado, 28 settembre 1971) è stato un calciatore russo, di ruolo attaccante, fratello di Michail Butusov, che giocò per la nazionale sovietica.

## Carriera

### Club
Ha giocato sempre per club di San Pietroburgo.
Ha cominciato con il Victoria, per poi passare all'Unitas, dove è rimasto oltre 10 anni; chiuse la carriera allo Spartak Vyboržskij Rajon.

### Nazionale
È stato convocato per i giochi olimpici del 1912, disputando la prima storica partita della nazionale russa contro la Finlandia, proprio alle Olimpiadi e segnando anche il primo storico gol. Giocò anche la seconda partita, valida per il torneo di consolazione, contro la Germania.
Giocò in tutto cinque gare, senza mettere a segno altre reti.

## Statistiche

### Cronologia presenze e reti in Nazionale
| Cronologia completa delle presenze e delle reti in nazionale ― Russia | Cronologia completa delle presenze e delle reti in nazionale ― Russia | Cronologia completa delle presenze e delle reti in nazionale ― Russia | Cronologia completa delle presenze e delle reti in nazionale ― Russia | Cronologia completa delle presenze e delle reti in nazionale ― Russia | Cronologia completa delle presenze e delle reti in nazionale ― Russia | Cronologia completa delle presenze e delle reti in nazionale ― Russia | Cronologia completa delle presenze e delle reti in nazionale ― Russia |
| Data                                                                  | Città                                                                 | In casa                                                               | Risultato                                                             | Ospiti                                                                | Competizione                                                          | Reti                                                                  | Note                                                                  |
| --------------------------------------------------------------------- | --------------------------------------------------------------------- | --------------------------------------------------------------------- | --------------------------------------------------------------------- | --------------------------------------------------------------------- | --------------------------------------------------------------------- | --------------------------------------------------------------------- | --------------------------------------------------------------------- |
| 30-6-1912                                                             | Traneberg                                                             | Finlandia                                                             | 2 – 1                                                                 | Russia                                                                | Olimpiadi 1912                                                        | 1                                                                     |                                                                       |
| 2-7-1912                                                              | Solna                                                                 | Germania                                                              | 16 – 0                                                                | Russia                                                                | Olimpiadi 1912                                                        | -                                                                     |                                                                       |
| 4-7-1912                                                              | Traneberg                                                             | Norvegia                                                              | 2 – 1                                                                 | Russia                                                                | Amichevole                                                            | -                                                                     |                                                                       |
| 14-7-1912                                                             | Mosca                                                                 | Russia                                                                | 0 – 12                                                                | Ungheria                                                              | Amichevole                                                            | -                                                                     |                                                                       |
| 4-5-1913                                                              | Mosca                                                                 | Russia                                                                | 1 – 4                                                                 | Svezia                                                                | Amichevole                                                            | -                                                                     |                                                                       |
| Totale                                                                |                                                                       | Presenze                                                              | 5                                                                     |                                                                       | Reti                                                                  | 1                                                                     |                                                                       |